# La Danse (Bouguereau)
Pour les articles homonymes, voir La Danse.
La Danse est une huile et cire sur toile aux coins abattus de l'artiste français du XIXe siècle William-Adolphe Bouguereau peinte en 1856. La peinture est actuellement conservée au Musée d'Orsay à Paris. L'œuvre, commandée en 1855 par Anatole Bartholoni pour son hôtel au 55 rue de Verneuil, dans le but de décorer un salon, représente la danse de manière allégorique. 
D'autres toiles, de la collection Chester Dale, faisant partie du même ensemble, sont conservées à l'ambassade des États-Unis à Paris. 
La toile est donnée par le capitaine Peter Moore aux Musées nationaux pour le Musée d'Orsay en 1981. Elle est ensuite attribuée au Musée du Louvre qui finalement l'affecte au musée d'Orsay la même année.

## Voir également
- Galerie William-Adolphe Bouguereau